# Western (filme)
Western é um filme de drama austro-alemão de 2017 dirigido e escrito por Valeska Grisebach. Protagonizado por Meinhard Neumann e Reinhardt Wetrek, estreou no Festival de Cannes 2017, no qual competiu para Un certain regard.

## Elenco
- Meinhard Neumann - Meinhard
- Reinhardt Wetrek - Vincent
- Waldemar Zang - Greek
- Detlef Schaich - Helmuth
- Syuleyman Alilov Letifov - Adrian
- Viara Borisova - Tania
- Veneta Fragnova - Veneta